# Concerto pour piano no 3 de Beethoven
Pour les articles homonymes, voir Concerto pour piano no 3.
Le Concerto pour piano et orchestre no 3 en ut mineur, opus 37 est le troisième des cinq concertos pour piano de Ludwig van Beethoven. Composé tout juste après l'écriture du Testament de Heiligenstadt et contemporain de sa Troisième symphonie (1803 - 1804), ce concerto s'éloigne du style mozartien des deux précédents et est devenu depuis le XIXe siècle un modèle du genre par son équilibre formel et par sa conduite du discours musical, qui repose sur l’association de la virtuosité du soliste à la densité de l'orchestre. Ce n'est pas la première  œuvre majeure de Beethoven en ut mineur préfigurant le romantisme : le compositeur avait déjà écrit la Sonate « pathétique » (1798 - 1799) ainsi que le Quatuor à cordes no 4 op. 18 (1799 - 1800). Suivra quelques années plus tard la Cinquième symphonie (1808), qui sera très influencée par ce concerto, par exemple du fait que son pont suive exactement le même système tonal.
Ce troisième concerto conserve toujours une structure classique en trois mouvements, le premier étant de forme sonate, le deuxième de forme lied et le dernier un mélange entre le rondo et la forme sonate (procédé souvent utilisé par Beethoven), mais est l'une des premières œuvres du compositeur à reposer sur des éléments pré-romantiques, illustrant bien le début de « la période du milieu » chez le compositeur. Il possède aujourd'hui une grande place dans le répertoire pianistique et a été interprété par de nombreux solistes, depuis sa création en 1803 au Theater an der Wien par le compositeur lui-même, tels Arthur Rubinstein, Emil Gilels, Wilhelm Kempff, Alfred Brendel, Martha Argerich, Annie Fischer, Sviatoslav Richter, ou encore plus récemment Evgeny Kissin ou Murray Perahia à la Salle Pleyel en novembre 2012 avec l'Academy of St Martin in the Fields.

## Genèse et composition

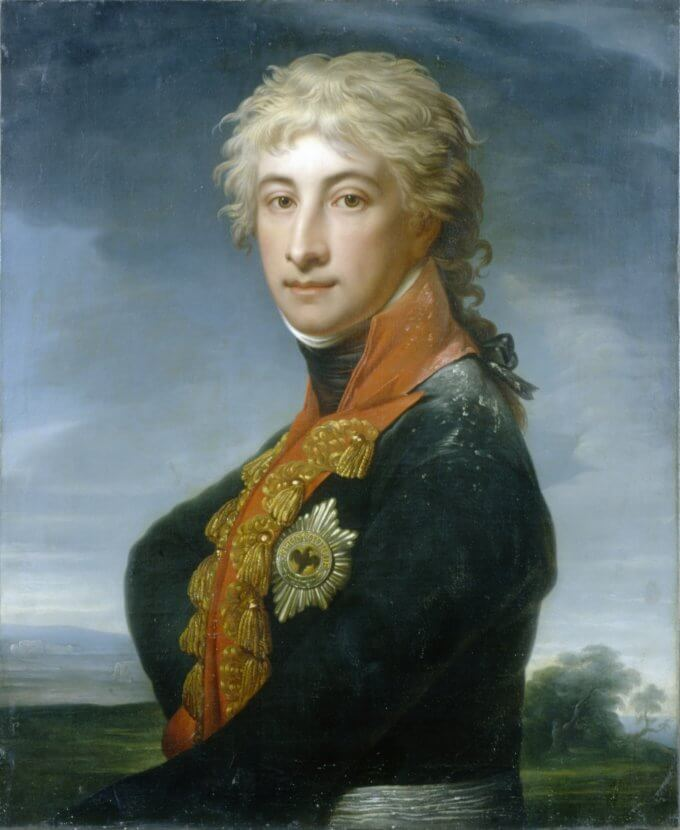
Louis Ferdinand de Prusse (Peinture de Jean-Laurent Mosnier, 1799)

Le compositeur commence ses premières esquisses de l'œuvre dès 1796, ce qui rend son écriture à peu près contemporaine de celle de sa première symphonie et de ses quatuors op. 18. Il l'achève en 1802. Ce concerto était sans doute déjà prêt en 1800 et aurait été créé l'année suivante si un des grands concerts de l'époque n'avait pas été annulé :
On a longtemps pensé que Beethoven avait achevé l'œuvre en 1800, mais la récupération de la partition autographe (perdue pendant la Seconde Guerre mondiale) en 1977 a révélé une date sur le manuscrit de Beethoven, « 1803 », ce qui força les musicologues à reconsidérer la date de la composition de ce concerto.
Le piano-forte, contemporain du musicien, n'était guère adapté à l'étendue de puissance qu'il requiert. Ce n'est qu'en 1818 que Beethoven put disposer d'un instrument proche des pianos actuels. Certaines partitions sont d'ailleurs encore indiquées pour le piano forte.
L'œuvre est dédiée au prince Louis-Ferdinand de Prusse, dont Beethoven appréciait le talent de pianiste,.

### Création

Auditorum du Theater an der Wien, où fut donnée la première du troisième concerto de Beethoven

La création eut donc lieu lors d'un concert bénéfice donné au Theater an der Wien à Vienne le 5 avril 1803, comportant à son programme deux autres œuvres nouvelles du compositeur : sa Symphonie no 2 et  son oratorio Le Christ au Mont des Oliviers. Ferdinand Ries, élève de Beethoven, dira plus tard de la répétition :

« C'était une répétition terrible et en deux heures et demie tout le monde était épuisé et malheureux. Le Prince Carl Lichnowsky [l'un des mécènes de Beethoven], envoyé pour une grande entrave, fit amener du pain, du beurre, de la charcuterie et du vin. Dans une ambiance chaleureuse, il invita tout le monde à s'entraider, ce que chacun ne tarda pas à faire, et mit la bonne humeur parmi les musiciens. Puis le Prince demanda que l'oratorio soit joué une fois de plus, afin qu'il puisse se démarquer des autres œuvres de Beethoven durant cette soirée, étant la première œuvre du compositeur du genre. Ainsi la répétition a-t-elle reprise. »

Mais le temps vint rapidement à manquer, et d'autres œuvres au programme (qui, à l'époque, auraient généralement dû recevoir deux ou trois répétitions supplémentaires) ne furent pas suffisamment répétées faute de temps.
Beethoven était au piano et une anecdote indique qu'il n'avait guère eu le temps de mettre au propre la partie soliste. Le « tourneur de pages » qui l'assistait à ce concert resta désorienté devant des partitions vides pendant que le musicien jouait par cœur sa partie.
Ignaz von Seyfried (ami de Beethoven et alors directeur du théâtre), le tourneur de pages en question, écrira plus tard :

« Beethoven m′invita à lui tourner les pages, mais ciel ! C′était plus facile à dire qu′à faire. Je ne voyais guère que des pages blanches, tout au plus par-ci par-là quelques hiéroglyphes totalement incompréhensibles pour moi ; il jouait la partie principale presque entièrement de mémoire car il n′avait pas eu le temps comme cela lui arrivait souvent, de l'écrire complètement,,. »

Beethoven ne la recopia entièrement qu'un an plus tard, lorsque son ami et élève Ferdinand Ries joua le concerto lors d'une nouvelle représentation publique de celui-ci mais prit la peine de remercier Seyfried dès qu'il en eut le temps.

### Réception
Le concert rapporta une grande somme d'argent à Beethoven, qui toucha 1800 florins, soit plusieurs fois le salaire annuel d'un fonctionnaire moyen dans le gouvernement des Habsbourg.
Les critiques du concert ne jugèrent presque exclusivement que l'oratorio et les avis furent mitigés. Comme pour les autres œuvres de Beethoven, un critique écrivit que :

« la Deuxième Symphonie ne fut pas aussi bonne que la Première, mais elle était en tout cas meilleure que le Troisième concerto pour piano, qui a souffert d'une mauvaise interprétation car Beethoven, qui est par ailleurs connu comme un excellent pianiste, n'a pas réussi à effectuer une performance assez satisfaisante pour le public. »

Dans les autres critiques, le concerto - quand il est mentionné - est dédaigné ou rejeté. Aujourd'hui, beaucoup de musicologues s'interrogent sur le fait qu'il soit quasiment passé « inaperçu » à l'époque. L’hypothèse la plus probable est que l'œuvre ait été largement sous-répétée et que Beethoven ait considérablement perdu du sommeil pendant les semaines précédant le concert afin de terminer d'autres œuvres. On peut également prendre en compte le fait que, la partie de soliste n'ayant pas été complétée à temps, Beethoven a en grande partie improvisé l'œuvre, ce qui peut avoir créé un décalage entre le soliste et l’orchestre et donc lui avoir nui.
Une deuxième représentation, l'année suivante, avec Beethoven dirigeant l'orchestre et Ferdinand Ries en tant que soliste, fut beaucoup mieux reçue, l'Allgemeine musikalische Zeitung classant le concerto « parmi les plus belles compositions de Beethoven ».

## Structure
L'œuvre comprend trois mouvements. Son exécution dure environ une demi-heure.
| I   | Allegro con brio | - Alla breve -              | Do mineur | 443 mes. |
| II  | Largo            | - [[Mesure (solfège)\| ]] - | Mi majeur | 89 mes.  |
| III | Rondo            | - [[Mesure (solfège)\| ]] - | Do mineur | 463 mes. |

## Orchestration
| Nomenclature du Concerto pour piano no 3                             |
| Cordes                                                               |
| Premiers violons, seconds violons, altos, violoncelles, contrebasses |
| Bois                                                                 |
| 2 flûtes, 2 hautbois, 2 clarinettes en si ♭, 2 bassons               |
| Cuivres                                                              |
| 2 cors en mi ♭, 2 trompettes en do                                   |
| Percussions                                                          |
| Timbales en do et sol                                                |

## Analyse

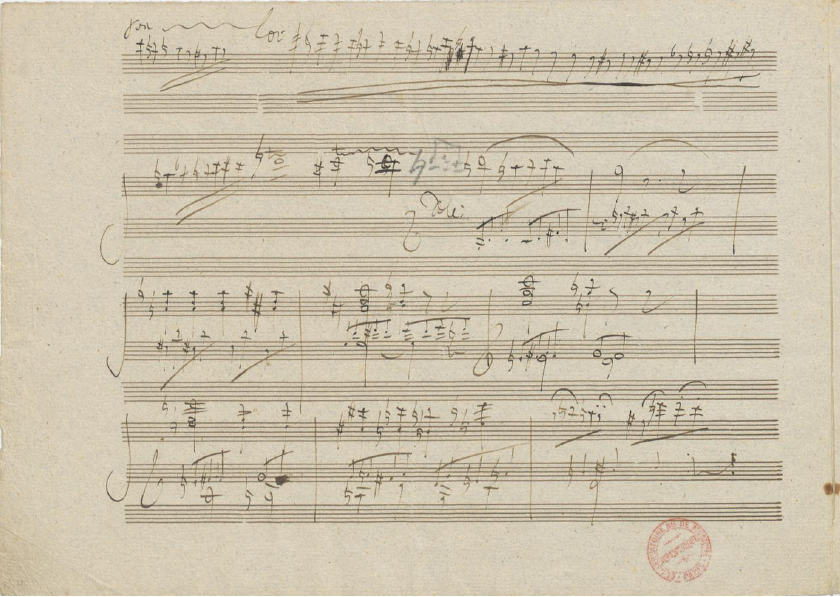
Partition autographe de la cadence du premier mouvement
Bibliothèque nationale de France

C'est l'unique concerto de Beethoven composé en mode mineur. Le premier et le troisième mouvement, dans la tragique tonalité d'ut mineur (tonalité de la fameuse Cinquième symphonie) sont d'une intensité et d'un dramatisme poignant qui n'existait pas dans ses concertos précédents. Comme dans la Cinquième symphonie, le concerto se termine en ut majeur, mais cette fin qui se veut victorieuse est arrachée de haute lutte.
Son style s'écarte résolument de l'inspiration mozartienne qui caractérise les deux premiers concertos. En effet, la virtuosité participe à présent à la cohésion dramatique. Le rythme pointé de base, ossature du premier mouvement engendre la virtuosité du soliste et les développements mélodiques. Le piano devient un véritable médiateur en assurant les transitions et en installant les développements par un dialogue avec l'orchestre, lequel prend des proportions symphoniques.
C'est néanmoins un concerto de forme classique : il est en trois mouvements, le premier de forme sonate bithématique avec une double exposition, le deuxième de forme lied (A-B-A') et le troisième un mélange entre le rondo et la forme sonate (AB-ACA-ABA).

### 1ermouvement:Allegro con Brio

#### Première exposition

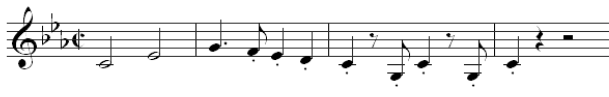
Début du thème du 1er mouvement, joué par les cordes

Le premier mouvement débute par un thème simple énoncé dans une nuance piano. Il est partagé par les cordes, qui en donnent la première phrase, et les vents, qui y répondent. Ce début rappelle fortement celui du Concerto pour piano no 24 de Mozart. Ce mouvement partage d’ailleurs de nombreuses caractéristiques avec celui-ci, comme en particulier, la poursuite de la partie de piano après la cadence, qui se fond dans le retour de l’orchestre.
Le 1er thème est répété de façon héroïque par l'orchestre et sa structure (un arpège de trois notes et une gamme descendante de cinq) permet de le transposer plusieurs fois un demi-ton plus haut. Le dialogue est équitablement répartit entre les cordes et les vents. La clarinette introduit le second sujet en mi bémol majeur, dans la deuxième section. Celui-ci marque un fort contraste par rapport au premier par son calme et sa bienveillance. Le premier thème finit par réapparaître une dernière fois dans une nuance  avant que l'orchestre ne laisse la place au soliste.

#### Seconde exposition

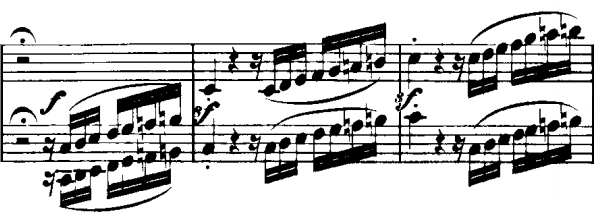
La gamme de do mineur avec laquelle entre le piano

Le piano entre par une gamme ascendante de do mineur qui s'étend sur trois octaves. Il reprend ensuite le thème dans en jouant sa première cellule (jouée par les cordes lors de la Première exposition)  et sa deuxième  (jouée par les vents lors de la Première exposition) tout en se partage le dialogue avec l'orchestre. La structure reste alors la même que dans la première exposition mais le piano a de brefs moments de solo entre des passages, notamment un arpège descendant en mi bémol majeur et une gamme chromatique. Cette dernière amène alors vers une période durant laquelle le piano enchaîne les trilles et les gruppettos accompagné par la main gauche en triolets ainsi que les cordes et les cors. Il transite alors vers le deuxième thème (qui avait été introduit dans la première exposition par la clarinette), en mi bémol majeur, dans une nuance . L’orchestre reprend ensuite le thème et les cors le jouent par-dessus un trille du piano sur un mi bémol toujours accompagné par sa main gauche en triolets. L’exposition s'achève par une gamme descendante de mi bémol majeur au piano qui mène à une transition par l’orchestre vers le développement

#### Développement

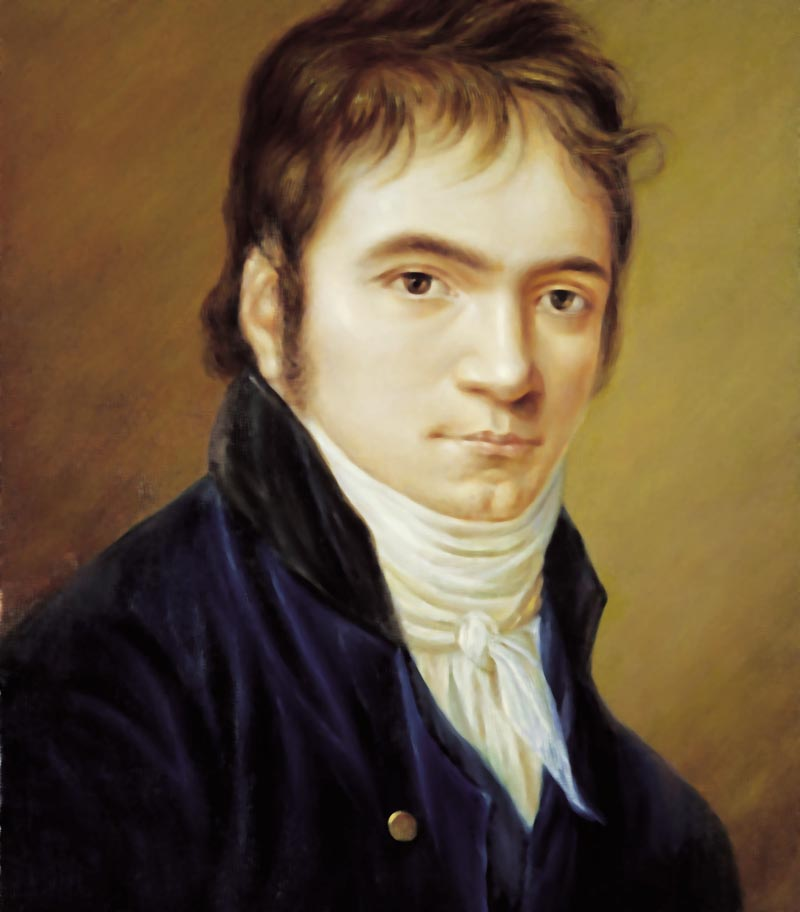
Beethoven en 1803, tableau de

L'orchestre amène alors l'œuvre vers la tonalité de ré majeur. Le piano joue dans une nuance  une gamme similaire à celle avec laquelle il était entré lors de la seconde exposition, mais en ré majeur. Il alterne ensuite la tonique et la dominante de ré  avant que la flûte ne les reprennent dans une nuance . Le premier thème en ut mineur ne tarde pas à revenir transposé en sol mineur et partagé entre le piano et les violoncelles. L'œuvre bascule un court instant en fa mineur. Le piano enchaîne alors une mélodie identique aux deux mains dans une nouvelle tonalité — assez novatrice harmoniquement dans un concerto en do mineur pour l'époque —, sol bémol majeur. Cette mélodie est uniquement constituée de triolets et s'étend sur dix mesures. Elle aboutit finalement sur un si bécarre qui permet de revenir vers sol, la dominante de do mineur. Une formule déjà utilisée au début du mouvement apparaît : le piano alterne aux deux mains des doubles croches successives tandis que l'orchestre enchaîne les accords. Tout cela se déroule dans un long crescendo qui aboutit à une gamme de do mineur descendante à la main droite du piano constituée d'un quintolet, de deux sextolets et de huit doubles croches. Elle clôt le développement et annonce le retour du thème en ut mineur.

#### Réexposition
La Réexposition marque le retour de la nuance  et du thème initial en ut mineur. Désormais l'orchestre au complet joue la première cellule de ce thème et la seconde cellule — confiée seulement aux vents — est, contrairement au début du mouvement également jouée . Le discours musical ne se poursuit cependant pas ainsi : au lieu d'enchaîner sur le second thème, Beethoven préfère surprendre l'auditeur en installant une nuance . Le dialogue se partage entre les cordes, le piano et les vents. Le piano finit par garder la parole pendant trois mesures crescendos avant d'aboutir à une formule utilisée précédemment : la main droite ponctuée de trilles et de gruppettos joue une mélodie assez simple tandis que la main gauche l'accompagne par des triolets. Le second sujet qui aurait dû apparaître précédemment arrive alors au piano solo. Contrairement à ce que voudrait le « moule traditionnel » de la structure sonate, il ne réapparaît en mi bémol majeur — la tonalité relative de do mineur — mais en do majeur — tonalité homonyme. Le thème est ensuite repris par l'orchestre, avant d'être récupéré par le piano. Il continue la mélodie par des arpèges et des accords de do majeurs superposés avant d'enchaîner  trois arpèges successivement en do majeur, fa majeur et sur un Accord diminué. La formule utilisée au début du concerto refait alors son apparition, mais cette fois-ci en do majeur : des trilles à la main droite et des triolets à la gauche suivis par un arpège descendant sur cinq octaves. L'orchestre retourne néanmoins vers ut mineur et fait réapparaître le premier thème en le confiant aux bassons. Les cordes ne tardent pas à le reprendre et à l'amplifier avant que l'orchestre au grand complet ne le fasse alors « exploser » dans un  général pour conclure et laisser la place à la cadence du soliste.

#### Cadence
Cette cadence date de 1809. Elle s'étend sur 42 mesures et est exclusivement réservée au soliste. Le thème en ut mineur y est rapidement développé avant de laisser la place à un enchaînement de doubles croches à la main droite. Le pianiste est loin d'y être ménagé. À peine a-t-il achevé cette série de notes qu'une page entière d’arpèges répartis aux deux mains fait son apparition dans un tempo noté Poco meno allegro e risoluto avec des indications de pédale très précises. Après un long trille, il aboutit finalement sur le deuxième thème, dolce. Celui-ci n'est cependant pas en mi bémol comme au début du mouvement mais dans la dominante de do, sol majeur.
Après que la main gauche, qui accompagnait ce thème en croches, est passée en doubles croches, un Presto survient. Son thème, en fa mineur, se constitue d'accord plaqués à la main gauche et de triolets à la main droite. Il ne tarde cependant pas à basculer en ut mineur et à faire revenir le thème initial (à la basse). De grandes phrases chromatiques amènent vers deux longs trilles sur un accord de dominante. Le thème ne laisse pas de répit au soliste et apparaît au-dessus et en dessous plusieurs fois. La cadence s'achève finalement par deux septièmes de dominante, successivement de do majeur et de fa majeur. Celles-ci amènent l'œuvre vers un  général qui ne durera cependant pas car la coda fera exploser chaque cellule du thème.

#### Coda
Tandis que le piano joue un accord de septième de dominante , les timbales alternent tonique et dominante de do et les cordes soutiennent la mélodie avec des rondes . Une mesure sur deux, le piano joue un motif constitué d'un arpège descendant en 16 doubles croches. Le motif rythmique créé est donc :
Les accords d'ut mineur et de fa majeur s'alternent quelquefois avant que l'œuvre ne revienne vers ut mineur. Les cordes et le soliste répètent plusieurs fois les accords de tonique et de dominante (à noter que ce dernier n'utilise que les notes do, mi , ré, fa et si  en octaves). Un grand crescendo orchestral mène alors vers un  général et à l'arrivée des vents. Le piano enchaîne un arpège descendant de do mineur sur trois octaves et une gamme ascendante dans la même tonalité. Cette gamme est celle quasiment avec laquelle il était entré dans la seconde exposition (il rentre et sort donc de la même manière). Quatre dramatiques accords de do mineur viennent clore le mouvement.

### 2emouvement:Largo
Le second mouvement, en mi majeur, s'ouvre par un solo du piano . Les instructions de pédale y sont très détaillées. Il n'est pas rare d'y trouver des quadruples et des quintuples croches, le tempo étant Largo. Ce mouvement présente un ton différent de celui de l’opus 15 et Beethoven y fait déjà entendre une voix d'une profonde ferveur, digne des andantes des concertos mozartiens.
Le piano entame une variation, une fois que l'orchestre a répété la mélodie du thème. Elle vient y ajouter quelques ornements mélodiques. Un long dialogue finit par survenir entre la flûte et le basson tandis que le piano joue de grandes lignes mélodiques avec de longues indications de pédale. Le thème réapparaît à la fin de cet échange. Des brèves gammes de mi majeur du piano viennent s'intercaler sur les longs accords de l'orchestre. L'œuvre bascule un temps en la majeur avant une cadence au piano et une fin  par l’orchestre.

### 3emouvement:Rondo
Le dernier mouvement est sans aucun doute le plus énergique des trois.
| Exposition | Exposition | Développement | Développement | Développement | Réexposition | Réexposition | Réexposition |
| A          | B          | A             | C             | A             | A            | B            | A            |

#### A1
Le refrain de ce finale est caractérisé par son saut de septième diminuée. Ce thème en do mineur est construit selon une forme bien spécifique : une première phrase de huit mesures au piano (elle-même découpable en deux phrases de quatre mesures), une césure, une reprise par l'orchestre (la mélodie est confiée au hautbois), une petite variante ornementée au piano, une sorte de cadence, de nouveau le thème au piano, sa variante et le thème original enfin à l’orchestre, suivi d'une cadence parfaite.

#### B1
Le premier couplet est en mi bémol majeur. Son thème est tout d'abord joué par le piano avant d'être repris par la flûte. Ce couplet est dans l'ensemble très gracieux. Le piano finit par reprendre la parole en jouant d'incessantes doubles croches. Les vents accompagnent alors les cordes vers un retour en do mineur. Le soliste garde cependant le monopole de la transition vers le refrain ; celle-ci ce fait par l'enchaînement de douze mesures  constituées chacune de triolets de doubles croches, le tout formant une incroyablement longue gamme chromatique retombant sur le refrain.

#### A2
Le thème est exactement similaire au début mis à part une cadence intercalée au milieu.

#### C
Le deuxième couplet, en la bémol majeur et  dolce, est introduit par la clarinette. Il est bien plus calme et paisible que le refrain. Le piano le reprend et l'échange quelques instants avec la clarinette pour arriver à un trille à la main droite. Tandis que ce trille est tenu pendant cinq mesures, la main gauche continue son accompagnement en sextolets de doubles croches et la mélodie est reprise par la clarinette et le basson. Le piano conclut finalement cette section par une série de doubles et triples croches en la-bémol majeur.

#### A3
Les violoncelles et les contrebasses font alors réapparaître le thème du refrain  en fa mineur. Les Second violons et les altos le reprennent immédiatement en do mineur avant que les Premiers violons ne le développent à leur tour. Les vents prennent deux à deux la mélodie. 
L'écriture de cette partie est quasiment contrapuntique ; En effet chaque voix dispose d'une parfaite indépendance. 
Après un  général un sol est joué par tous les instruments ensemble en croches continues durant quatre mesures. Le piano y répond par un accord de la bémol decrescendo pendant quatre mesures puis par un autre accord de mi majeur pendant quatre autres mesures. Le thème du refrain réapparaît alors brièvement dans cette dernière tonalité. Une fois achevé, une dissonance apparaît aux cordes (mi  et un fa ). Là-dessus se pose le saut de septième diminuée du refrain joué par le hautbois deux fois  et des arpèges sur un accord de dominante. Finalement, après une longue série de triolets de croches une gamme chromatique ramène au refrain.

#### A4
Le thème réapparaît au piano soutenu par les cordes en pizzicato. L’orchestre le reprend à son tour  puis . Le refrain est plus court que lors de sa première apparition et présente quelques différences, comme le fait que lors de la reprise du thème à l'orchestre, la mélodie ne soit plus seulement confiée au hautbois mais aussi à la clarinette, à la flûte et aux premier et second violon. La même transition que celle pour passer du refrain (A1) au premier couplet (B1) revient pour mener vers le couplet B2.

#### B2
Le thème B réapparaît en sol majeur. Il est tout d'abord joué par le piano, accompagné par l'orchestre par une sorte de valse. Les Premiers violons, la flûte et le basson viennent ensuite le reprendre  et l'achèvent en do majeur. Le piano change cependant la tonalité à son tour en l’amenant vers ré bémol majeur. Un long passage à l'orchestre conduit finalement vers un changement d'indication de mesure (6/8) et une grande phrase expressive du soliste. Celle-ci mène au dernier retour du refrain.

#### A5
La clarinette n'intervient plus dans la fin de ce mouvement. Cette coda est indiquée Presto dans une nuance . Le thème de ce refrain est en fait une variation du premier refrain, A1. Il est en do majeur et les temps forts sont décalés (l'appogiature de la septième diminuée tombe sur le premier ou le deuxième temps). Les cordes le reprennent tandis que les vents (flûte, hautbois, basson) jouent sur des  l'appoggiature de la 7e diminuée. Des doubles croches ininterrompues pendant 26 mesures arrivent au piano et - préfigurant le finale du Concerto pour piano no 5, « l'Empereur » et de la Cinquième symphonie -  mènent vers une héroïque cadence . Le piano joue des octaves descendantes en crescendo aux deux mains qui sont ensuite reprises par tout l'orchestre qui achève l'œuvre par sept grands accords victorieux.

## Cadences
De nombreux autres compositeurs écrivirent leur propre cadence pour le premier mouvement : Harold Bauer, Amy Beach, Johannes Brahms, Carl Czerny, Gabriel Fauré, Adolph von Henselt, Mischa Levitzki, Franz Liszt, Freidrich Mockwitz (perdue), Ignaz Moscheles, Carl Reinecke, Ferdinand Ries (perdue), Clara Schumann, Gino Tagliapietra et Charles-Valentin Alkan.

## Repères discographiques
Ce concerto a été enregistré par un grand nombre de pianistes, parmi lesquels : Arthur Rubinstein, Claudio Arrau, Krystian Zimerman, Daniel Barenboim, Emil Guilels, Radu Lupu, Glenn Gould, Maurizio Pollini, Wilhelm Kempff, Alfred Brendel, Mitsuko Uchida, Martha Argerich, Sviatoslav Richter, Evgeny Kissin, Dimitris Sgouros et Paul Lewis.
Discographie sélective :
- Otto Klemperer (dir.), Claudio Arrau (piano), Orchestre Philharmonia
- Karl Böhm (dir.), Maurizio Pollini (piano), Orchestre philharmonique de Vienne[23]
- Ivan Fischer (dir.), Richard Goode (piano), Orchestre du Festival de Budapest[24]
- Andrew Parrott (dir.), Ronald Brautigam (piano), Orchestre symphonique de Norrköping (en)
- Paul van Kempen (dir.), Wilhelm Kempff (piano), Orchestre philharmonique de Dresde[25]
- Hermann Abendroth (dir.), Sviatoslav Richter (piano), Orchestre symphonique de la fédération de Russie[26]
- James Levine (dir.), Alfred Brendel (piano), Orchestre symphonique de Chicago[27] Enregistrements publics.
- Claudio Abbado (dir.), Martha Argerich (piano), Mahler Chamber Orchestra[28]
- Arturo Toscanini (dir.), Arthur Rubinstein (piano), Orchestre symphonique de la NBC[29]
- Leonard Bernstein (dir.), Krystian Zimerman (piano), Orchestre philharmonique de Vienne[30]
- Colin Davis (dir.), Evgeny Kissin (piano), Orchestre symphonique de Londres[31]
- Daniel Barenboim (dir. & piano), Orchestre philharmonique de Berlin[32]
- Paul Kletzki (dir.), Emil Guilels (piano), Orchestre national de France[33]
- George Szell (dir.), Emil Guilels (piano), Orchestre de Cleveland
- Leonard Bernstein (dir.), Glenn Gould (piano), Columbia Symphony Orchestra[34]
- Herbert von Karajan (dir.), Glenn Gould (piano), Orchestre philharmonique de Berlin
- Herbert von Karajan (dir.), Alexis Weissenberg (piano), Orchestre philharmonique de Berlin
- Seiji Ozawa (dir.), Rudolf Serkin (piano),  Orchestre symphonique de Boston
- Ferenc Fricsay (dir.), Annie Fischer (piano), Bayerisches Staatsorchester
- Simon Rattle (dir.), Alfred Brendel (piano), Wiener Philharmoniker

## Source
- (en) Cet article est partiellement ou en totalité issu de l’article de Wikipédia en anglais intitulé « Piano Concerto No. 3 (Beethoven) » (voir la liste des auteurs).